# Setchūyō

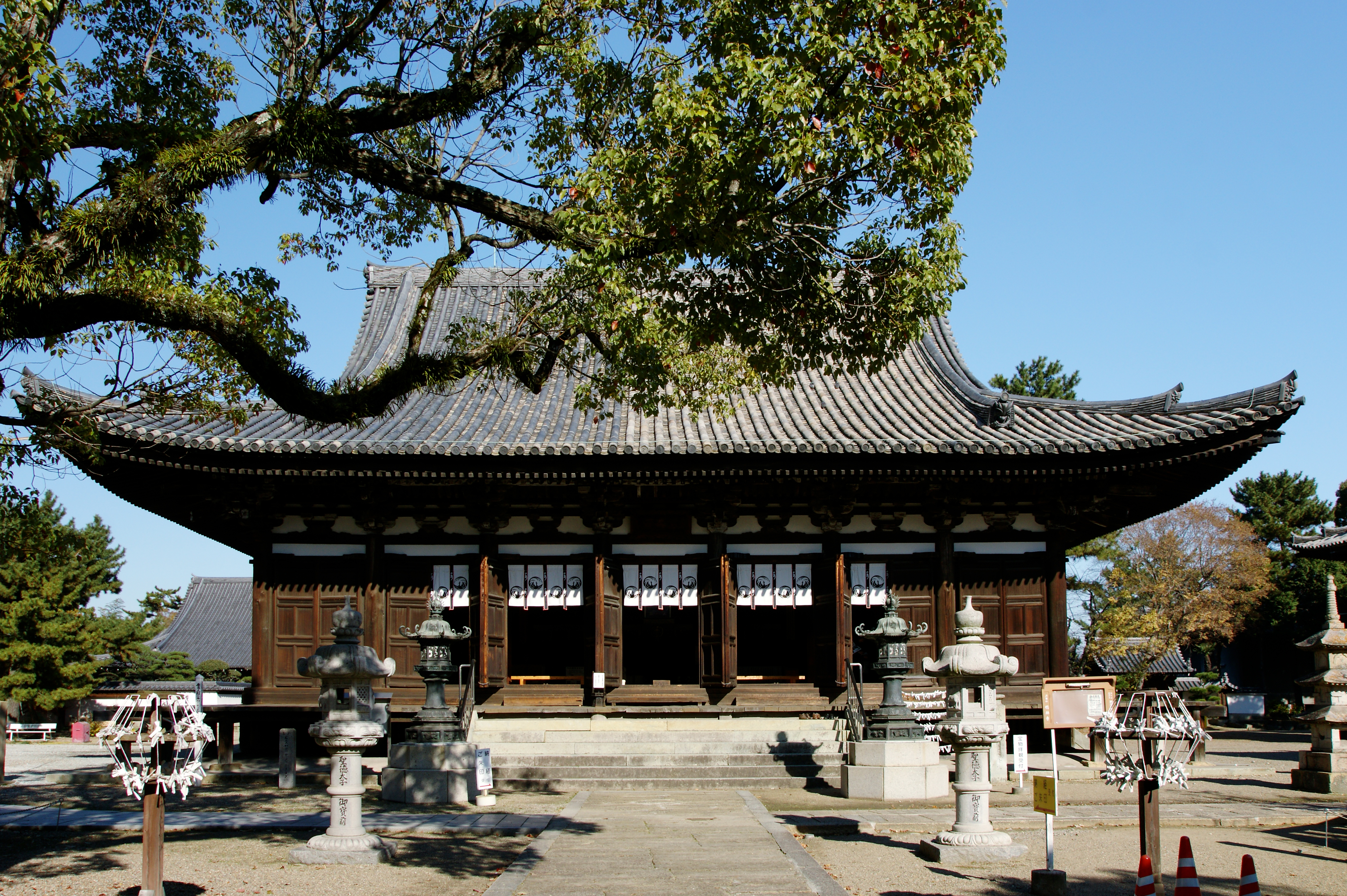
Salão Nobre do Kakurin-ji.

Setchūyō (折衷様, lit. estilo ecléctico) é um estilo arquitectónico que surgiu no Japão durante o período Muromachi a partir do cruzamento de elementos de três diferentes estilos antecedentes, designadamente o wayō, o daibutsuyō e zenshūyō. Exemplifica-se pelo salão principal em Kakurin-ji. A combinação dos estilos wayō e daibutsuyō em particular é por vezes classificada separadamente por estudiosos, sob o nome de Shin-wayō (新和様, lit. novo wayō).